# RZ Весов
RZ Весов (лат. RZ Librae) — одиночная переменная звезда в созвездии Весов на расстоянии приблизительно 9157 световых лет (около 2807 парсеков) от Солнца. Видимая звёздная величина звезды — от +14,1m до +12,5m.

## Характеристики
RZ Весов — пульсирующая переменная звезда типа RR Лиры (RRAB).